# Teufaiva Sport Stadium
Teufaiva Sport Stadium - to wielofunkcyjny stadion w Nukuʻalofie na Tonga. Jest obecnie używany głównie do rugby i meczów piłki nożnej. Stadion mieści 10 000 osób. Obecnie jest domową areną Reprezentacji Tonga w Piłce nożnej.